# Хартман фон Дилинген
Хартман V фон Дилинген (на немски: Hartmann V von Dillingen; * ок. 1215; † 4 или 5 юли 1286) от фамилията на графовете на Дилинген, е епископ на Аугсбург (1248 – 1286).

## Биография
Той е син на граф Хартман IV фон Дилинген († 1258) и съпругата му Вилибирг фон Труендинген († 1246), дъщеря на граф Фридрих IV фон Труендинген († 1253) и Агнес фон Ортенбург († 1246/1256).
През 1246 или 1247 г. Хартман е каноник в Аугсбург и през 1248 г. е номиниран за епископ. Той е голям противник на император Конрад IV от династията Хоенщауфен.
От 1256 г. той има конфликт с баварския херцог Лудвиг II заради фогтая на манастир Аугсбург, успява през 1270 г., но го загубва отново през 1276 г. През 1266 г. Швигер II фон Минделберг го затваря и изгаря замъка му Щрасберг в Бобинген.
След смъртта на брат му Адалберт (1257) и баща му Хартман IV (1258) той наследява със зетовете си голяма част от останалите собствености на Дилингерите, които през 1258 и 1286 г. отиват на манастир Аугсбург. Със смъртта на Хартман през 1286 г. изчезва рода на графовете на Дилинген.
Хартман е погребан пред кръстовия олтар в катедралата на Аугсбург.